# Gros moldovenesc

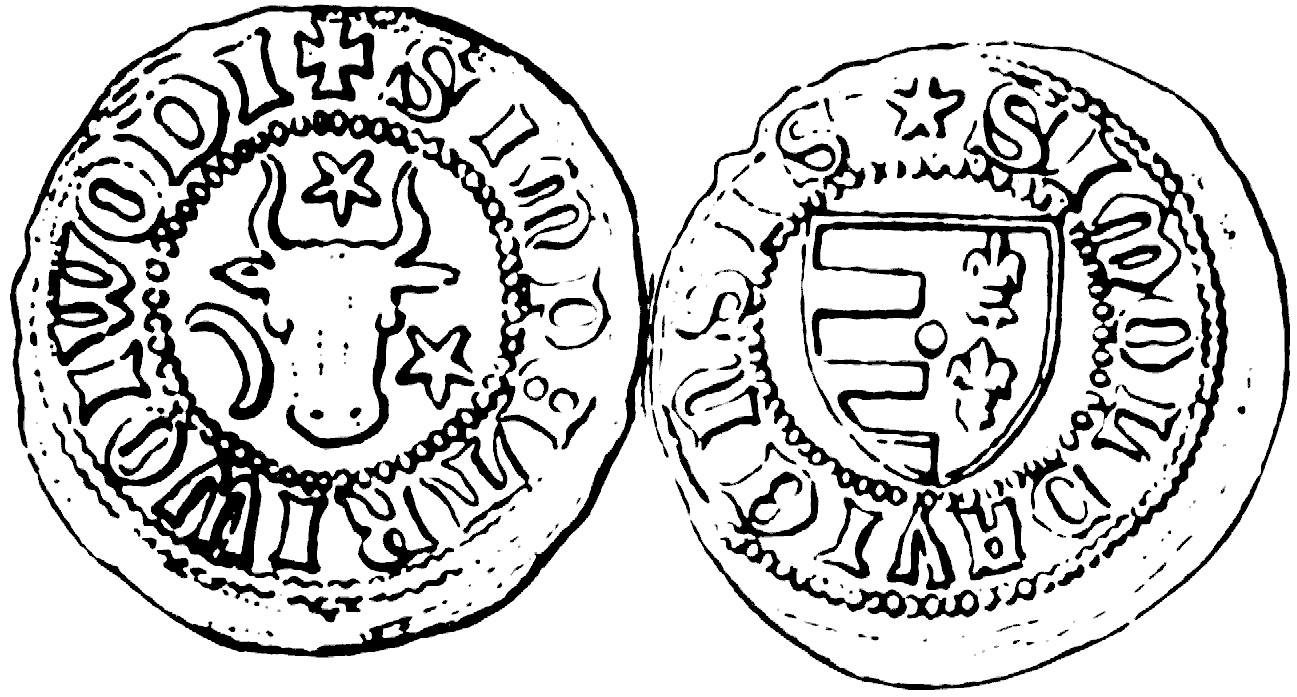
Emisiunea lui Petru Mușat

Grosul moldovenesc (poloneză Grosz mołdawski) a fost prima unitate monetară a Principatului Moldovei, emisă de către domnul Petru Mușat al II-lea (1375 - 1391) în anul 1377. Moneda avea un diametru de 18 milimetri și o greutate variabilă (de obicei 0,97 de grame), în totalitate din argint și avea corespondență în sistemul monetar polonez. Subdiviziunea grosului era jumătatea de gros, cu o greutatea medie de 0,24 g argint. Emisiunile lui Petru Mușat al II-lea poartă pe avers stema Principatului Moldovei: capul de bour, cu o stea între coarne, iar pe revers un scut despicat, având în câmpul I șase fascii, iar în câmpul II un număr variabil de flori de crin (șapte, șase, cinci, patru, trei, două sau o singură floare de crin).
Alexandru cel Bun (1400 - 1432) a introdus în circulație un nominal nou, dublu-grosul, care a fost emis până la sfârșitul domniei asociate a lui Iliaș Rareș și Ștefan al II-lea (1436-1442).

## Istorie

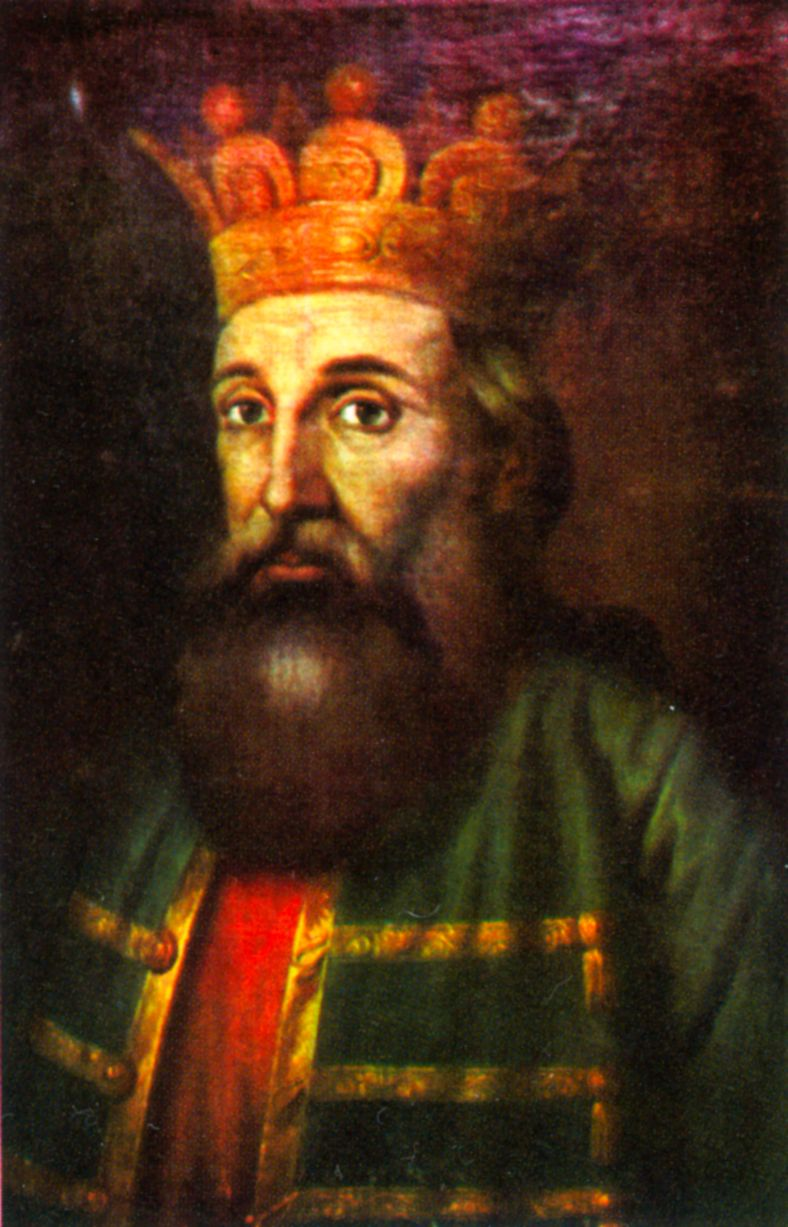
Petru II Mușatinul care a bătut prima monedă

Prima emisie monetară a Moldovei a fost făcută de către Petru al II-lea care a condus Voievodatul Moldovei între 1375 și 1391, în anul 1377 apărând grosul moldovenesc de argint inspirat după Groschen, unitate monetară apărută în Secolul al XIII-lea pe teritoriul Sfântului Imperiu Roman.
Sistemul monetar inițiat de Petru al II-lea a continuat să funcționeze și în secolul al XV-lea, cu unele modificări realizate de Alexandru cel Bun (1400-1432) și Ștefan cel Mare (1457-1504). O adevărată reformă a sistemului monetar din Moldova are loc în timpul lui Ștefan cel Mare (1457-1504). Acesta păstrează standardul ponderal stabilit în timpul celei de-a treia domnii a lui Petru Aron (1455-1457), și anume 0,60 grame pentru gros și 0,30 grame pentru jumătatea de gros, dar utilizează argint de bună calitate, ceea ce este reflexul unei perioade de stabilitate economică.

## Emisiuni monetare
- Petru Mușat al II-lea (1375 - 1391):

Avers: Cap de bour, văzut din față, cu o stea între coarne, însoțit la dreapta de o rozetă și la stânga de o semilună. În unele cazuri pozițiile acestora se inversează. Uneori capul de bour ține în bot un lujer lung cu o floare de crin.
Legendă (cu caractere latine): „SIMPETRIWOIWOD”
Revers: Scut despicat, având în primul câmp trei sau patru grinzi, în al II-lea un număr variabil de flori de crin: șapte, șase, cinci, patru, trei, două sau o singură floare de crin.
Legendă (cu caractere latine): „SIMOLDAVIENSIS”
- Ștefan I (1394 - 1399):

Emisiunile monetare atribuite domniei lui Ștefan I continuă tipul monedelor lui Petru Mușat al II-lea, dar au o execuție tehnică mai rudimentară.
- Alexandru cel Bun (1400 - 1432):

Emisiunile monetare atribuite domniei lui Alexandru cel Bun sunt „dubli groși“, „groși“ și „jumătăți de groși“ bătuți din argint sau bilon (aliaj din argint și cupru). Ca tipologie, monedele purtând numele „Alexandru” sunt în număr de șase tipuri.
Legendă: „MONE ALEXANDRI”, „WD MOLDAVIENSIS”
- Ștefan al II-lea (1433 - 1445):

Emisiunile monetare atribuite domniei lui Ștefan al II-lea sunt dubli groși, groși și jumătăți de groși continuând sistemul monetar anterior. Ca tipologie, monedele purtând numele „Ștefan” sunt în număr de șase tipuri.
Legendă: „MO STEPA WOIWOD”, „MO MULDAVIENSIS”
- Petru al II-lea (1443 - 1449):

Emisiunile monetare atribuite domniei lui Petru al II-lea sunt cele de secolul al XV-lea care nu au fost atribuite domniei lui Petru Aron, până la apariția dovezilor documentare categorice existând mari dificultăți în atribuirea monedelor cu numele „Petru” din acea epocă.
Legendă: [...]„WOPETR”[...], „MWAIWO[...]PETR”[...]
- Roman al II-lea (1447 - 1448):

Emisiunile monetare atribuite domniei lui Roman al II-lea sunt singurele monede cu numele „Roman Voievod”. Sistemul monetar este cel instituit anterior, cu groși și jumătăți de groș de un singur tip, cu două variante, în funcție de poziția atributelor de pe avers.
Legendă: „MONETAROMAN”, „WAWIWODAMOL”
- Alexăndrel (1449 - 1455):

Monede în sistemul groșilor, de factură similară cu a unora din monedele atribuite domniei lui Alexandru cel Bun, însă legenda e în limba slavonă (care apare pentru prima dată pe monedele moldovenești) și este indicată denumirea monedei pe avers.
Legendă: „ГPOШAЛEΞANДPA”, „BOEBOДAГ”
- Bogdan al II-lea (1449 - 1451):

Emisiunile monetare atribuite domniei lui Bogdan al II-lea se încadrează în standardul impus în timpul lui Alexandru cel Bun , anume „jumătăți de groși“, „groși“ și „dubli groși“, având însă reprezentări heraldice specifice.
Legendă: „BOGDAMVOIE[VODA]”, „WD[MOLD]AVIENSI”
- Petru Aron (1451 - 1457):

Emisiunile monetare atribuite domniei lui Petru Aron sunt de două tipuri. Primul tip sunt monede din bilon, aramă în sistemul monetar anterior, iar cele de tipul II sunt de modul mic, dar fiind de regulă din argint de titlu superior.
Legendă: „PETRVS VAIVODA D M”, „MONETAMOLDAVIE”
- Ștefan cel Mare (1457 - 1504):

Emisiunile monetare atribuite domniei lui Ștefan cel Mare sunt groși și jumătăți de groși. în sistemul asprilor otomani, sistem monetar ce continua reforma monetară a   lui Petru Aron (1455 - 1457). Monedele sunt de două tipuri, din argint de titlu superior.
Legendă: „MONETAMOLDAVIE”, „STEFANVSVOIEVODA”
- Bogdan al III-lea (1504 - 1517):

Bogdan al III-lea a schimbat sistemul monetar din vremea tatălui său, Ștefan cel Mare, revenind la sistemul monetar existent în Moldova până în timpul celei de-a doua domnii a lui Petru Aron.
Legendă: „ІWБOГДANABOEBOДAГOC”, „ПOДAPЗEMЛHMOЛДABCKOI”
- Ștefăniță (1517 - 1527):

Emisiunile monetare atribuite domniei lui Ștefăniță sunt groși și jumătăți de groși care continuă tipul monedelor lui Bogdan al III-lea. Reprezentarea capului de bour, încadrat în scut stilizat de formă asimetrică, părăsește linia tradițională a stemei Moldovei.
Legendă: „ІWCTEФANABOEBOДAГOCПO”, „ДAPЗEMЛHMOЛДABCKOИ”
- Alexandru Lăpușneanu (1552 - 1568):

În 1558, după o întrerupere de câteva decenii, reapare moneda moldovenească, însă într-un nou sistem, cel al dinarilor maghiari, ceea ce denotă intensificarea relațiilor comerciale cu Transilvania, precum și intenția de a înlesni circulația monetară interțări.
Legendă: „ALEXANDERD G W MOL 1558”, „PATRONA MOLDAWI”
- Despot Vodă (1561 - 1563):

Instituie un sistem monetar original pentru Moldova (ducat, taler, florin, dinar, obol). Monedele au fost bătute, foarte probabil, în monetăria Sucevei, repusă în funcțiune de meșterul monetar Wolffgang (denumit în cronici Lupul Sasul).
Legendă: „PRINCIPIS MOLDAVIAE 15.63”, „MONETA NOVA MOLDAVIAE”
- Ștefan Tomșa (1563 - 1564):

Emisiunile monetare, din scurta sa domnie, sunt în sistemul instaurat în prima domnie a lui Alexandru Lăpușneanu: dinari și cu reprezentările dinarilor maghiari contemporani.
Legendă: „STEFAND[...]WAIWO 1563”, „PATRON MOLDA”
- Ioan Vodă cel Viteaz (1521 - 1574):

A emis un singur tip de monedă din aramă, acceaua. Denumirea, încetățenită în limbajul vremii, reprezenta probabil o monedă echivalentă cu asprul otoman de argint.
Este prima monedă cu inscripția în limba română și fără numele domnitorului. Efigia este intitulată „Oteț (părintele) Moldovei“. În locul atributelor obișnuite, lângă capul de bour apare văleatul de la facerea lumii.
Legendă: „AKЧE ГEPEГIE MOЛДOBEI”, „WTEЦ MOЛДOBEI”
- Ștefan Răzvan (1595 - 1595):

Lui Ștefan Răzvan îi sunt atribuite două tipuri de monede în sistemul groșilor, și anume monede din argint cu valoare nominală de 3 groși, similare monedelor   poloneze din acea epocă.
Legendă: „STEPII BOIBOD MOLDOB”, „GROS.ARG.T/RIP.REG.MO/OLDABIA / 15-95”
- Ieremia Movilă (1595 - 1606):

În tratatul încheiat cu Polonia, Ieremia Movilă obține și dreptul de a emite monedă după modelul celor polone (același titlu, greutate și valoare nominală) și aceasta - probabil - pentru ca să aibă putere circulatorie și pe teritorii aparținând coroanei polone.
Monedele care-i sunt atribuite imită piesele polone de trei groși, având însă pe revers un medalion oval cu capul de bour. Pe avers poartă efigia și numele unor regi poloni din perioada anterioară.
Aceste monede sunt denumite „moldo-polone“ și, după părerile emise până acum, ar aparține intervalului 1597-1600, indiferent de milesimul pe care-l poartă. În literatura numismatică polonă sunt considerate ca falsuri de epocă sau imitații moldovenești (Hütten Czapski).
Legendă: „SIGIII DGR EPOLI”, „GROS/ARG IRI/PREG P/ GE”
- Eustatie Dabija (1661 - 1665):

Emisiunile monetare atribuite domniei lui Eustatie Dabija sunt monede de bronz denumite popular șalăi, reprezentând moneda măruntă care circula în țări europene în acea perioadă (solidus > sou). Emisiunile sunt de două tipuri: cele purtând numele lui Dabija vodă și imitații ale șilingilor suedezi, polonezi, lituanieni, brandenburgici. aici  Legendă: „IOHAN ISTRAT DOR VV”, „SOLIDUSCIVI M D18”

## Emisiuni monetare speciale
- Cetatea Albă (Asprokastrou):

Aceste monede sunt emisiuni locale ale Cetății Albe, bătute în timpul domniei lui Alexăndrel (1449, 1452-1454, 1455) sau în perioada domniei lui Petru Aron   (1451-1452, 1454-1455 și 1455-1457).
Legendă: anepigraf, „ACПPKACTPOY”
- Sadagura

În timpul Războiului Ruso-Turc (1768–1774), încheiat prin pacea de la Kuciuk Kainargi, mareșalul P.A. Rumeanțev - comandantul trupelor de ocupație rusești în Moldova și Țara Românească - a luat măsuri de organizare pe linie economică și fiscală cu care ocazie au apărut pentru prima oară monede comune ambelor Principate, denumite de numismați monede „Sadagura”.
Monedele au fost bătute la Sadagura, lângă Cernăuți, în monetăria înființată acolo de aventurierul baron Nicolae Gartenberg (Sadogurschi). Ele urmau să aibă exprimată valoarea nominală atât în valută turcă, precum și în cea rusească.
Inițial, în 1771 s-au executat o serie de probe monetare, cu cifrul împărătesei Ecaterina a II-a a Rusiei, după care s-a ajuns la tipul oficial aprobat, purtând numai stemele celor două principate.
Versiuni: 1771 - 5 copeici, 1 para, 3 denghi, 1772 - 2 parale - 3 copeici.

## Circulație
Groșii moldovenești circulau doar în Moldova iar începând de la domnia lui Alexandru Lăpușneanu încep să fie circulați în Transilvania sub forma dinarilor maghiari. Ieremia Movilă obține dreptul de a folosi modelul monedelor polone pentru a circula și pe teritoriile coroanei.
În secolul al XV-lea, fără a se putea stabili deocamdată în timpul cărui domnitor, în Moldova au circulat și monede emise de Cetatea Albă. Aceste piese au pe avers stema țării, iar pe revers o cruce cu brațele egale și legenda „Asprokastrou”. Acestea au circulat doar în sudul Basarabiei de astăzi.

## Raport cu alte valute
Monetăria moldovenească din secolul al XVI-lea se caracterizează printr-o frecventă schimbare a sistemului utilizat, determinată de nevoia de adaptare la diversele conjuncturi politice. În timpul scurtei sale domnii, Despot Vodă (1561-1563) a încercat să introducă în Moldova un sistem occidental. El a bătut în anii 1562 și 1563 taleri de argint iar în 1563 ducați de aur, cărora li se adaugă și piese mărunte: dinari din argint și mangâri din bronz. Peste puțin timp, Ioan Vodă cel Viteaz (1572-1574) a emis monede mari de bronz, echivalente otomani de argint primele emisiuni cu legendă în limba română. Un caz special în istoria monetară a Moldovei medievale îl reprezintă Eustatie Dabija (1661-1665). Acesta a instalat o bănărie la Suceava unde, începând din 1662, a bătut șilingi de bronz, dar a și falsificat, pe scară largă, diverse monede europene. În timpul Războiul Ruso-Turc (1768–1774), Rusia a emis în nordul Bucovinei, la Sadagura, monede pentru circulația comună în Moldova și Țara Românească. Având valoarea nominală exprimată atât în parale, cât și în copeici și denghi, ele poartă pe avers stemele celor două Principate, sub o singură cororană, cea a Imperiului Rus.

## Unificarea cursurilor monetare
La mijlocul secolului XVIII, ca o consecință a declinului politic în care se aflau, Țara Românească și Moldova nu mai băteau monedă proprie decât sporadic. Drept urmare, piața monetară a ajuns să fie deschisă către o multitudine de monede emise în întreaga Europă. Regulamentul organic (1831-1832) a fost prima încercarea serioasă de unificare a cursurilor monetare din Principate.
Cursul monedelor era reglementat într-o manieră unică atât pentru Țara Românească, cât și pentru Moldova, prin instituirea a două etaloane, care erau raportate la un leu fictiv, fără circulație efectivă, împărțit în 40 parale. Etalonul de aur era ducatul olandez, evaluat la 31 lei și 20 parale, iar etalonul de argint, sfanțul (moneda austriacă de 20 kreuzeri), cu valoarea de 2 lei și 10 parale.
Articolele din Regulamentul organic care fac referire la reforma monetară:  
Art. 81 din Reglement Organicesc a Moldovei cuprins în noî capite (Regulamentul Organic):
„Prețul tuturor mondelor de aur sau de argint ce vor intra în Moldova să va statornici după a lor de sine curată și adevărată valoră, potrivit cu acel a galbănului de Olandă, carile cuprinde șasăzăci greunță de aur și 6 9/13 greunță de migmă [aliaj], în preț de triizeci și unu lei și giumătate galbănul, sau de patrusprezece sorocoveți, după cursul de astăzi a galbănului și a sorocovățului. Această prețuire va fi de temei nestrămutat a cursului monedii în toate luaturile și alișverișurile din lăuntrul a Moldovei.”
Art. 430 din Reglement Organicesc a Moldovei cuprins în noî capite (Regulamentul Organic): „Monedile vor ave același curs și același preț în îmbe prințipaturile, întocmai cu prințipiile prețurilor așăzate la capul finanții, art. 81.”
Reforma adevărată a sistemului monetar a fost realizată în primii ani de domnie ai lui Carol I. La 22 aprilie 1867 se promulgă Legea Monetară a României, documentul de naștere al sistemului monetar național, care stabilește moneda națională, Leul, împărțit în 100 de unități numite bani, punându-se astfel capăt vechii împărțiri în 40 de parale.